# Яг'я Абдул-Матін II
Яг'я Абдул-Матін II (англ. Yahya Abdul-Mateen II; нар. 15 липня 1987, Новий Орлеан, Луїзіана, США) — американський актор. Лауреат премії «Еммі» 2020 року за роль у серіалі «Вартові».

## Біографія
Яг'я Абдул-Матін II походить з Нового Орлеану, США. Він наймолодша дитина з шістьох в родині батька-мусульманина та мати-християнки. У юні роки Ях'я переїхав до Окленда. Хлопець вступив до Каліфорнійського університету в Берклі на факультет архітектури. Його батько помер у 2007 від раку: за словами Ях'я, він втратив найкращого друга. Після завершення навчання він працював архітектором у Сан-Франциско. Після закінчення контракту, Абдул-Матін вирішив спробувати на акторській стежині. Переїхавши до Лос-Анджелеса, він був прийнятий в місцевий театр, а також до Єльської школи драми, Нью-Йоркського університету та Гарварду. Ях'я обрав Єль.

## Кар'єра
Розпочав кар'єру актора з ролі власника клубу на призвисько Кадиллак у серіалі «Відрив», творцями якого є Баз Лурманн та Стівен Едлі Гурджис. У 2017 відбулась прем'єра драми «Сідні Голл» на кінофестивалі «Санденс». У цій стрічці Ях'я виконав роль вчителя, який підтримував талановитого учня (Логан Лерман) у становленні його як письменника.
На початку 2016 було оголошено, що актор приєднався до акторського складу американської комедії кінокомпанії Paramount «Рятувальники Малібу». У тому ж році він отримав роль Віллера у фільмі «Найвеличніший шоумен на Землі». У 2017 Ях'я пройшов кастинг на роль у стрічці «Аквамен», головного персонажа зіграє Джейсон Момоа.

## Фільмографія

### Фільми
| Рік  | Назва                           | Оригінальна назва             | Роль                     | Примітки        |
| ---- | ------------------------------- | ----------------------------- | ------------------------ | --------------- |
| 2012 |                                 | Crescendo                     | Ях'я                     | короткометражка |
| 2017 | «Зникнення Сідні Холла»         | The Vanishing of Sidney Hall  | Дуейн                    |                 |
| 2017 | «Рятувальники Малібу»           | Baywatch                      | Гарнер Еллербі           |                 |
| 2017 | «Найвеличніший шоумен на Землі» | The Greatest Showman          | Віллер                   |                 |
| 2018 |                                 | First Match                   | Даррел                   |                 |
| 2018 |                                 | Boundaries                    | Серж                     |                 |
| 2018 | «Аквамен»                       | Aquaman                       | Чорна Манта              |                 |
| 2019 | «Ми»                            | Us                            | Расел Томас/Вейланд      |                 |
| 2020 | «Суд над чиказькою сімкою»      | The Trial of the Chicago 7    | Боббі Сил                |                 |
| 2021 | Кендімен                        | Candyman                      | Ентоні Маккой / Кендімен |                 |
| 2021 | Матриця: Воскресіння            | The Matrix Resurrections      | Морфей / агент Сміт      |                 |
| 2022 | Швидка допомога                 | Ambulance                     | Вільям Шарп              |                 |
| 2023 | Аквамен і загублене королівство | Aquaman and the Lost Kingdom  | Девід Кейн / Чорна Манта |                 |
|      | Пригоди Кліффа Бута             | The Adventures of Cliff Booth |                          |                 |

### Серіали
| Рік       | Назва              | Оригінальна назва   | Роль                         | Примітки                  |
| --------- | ------------------ | ------------------- | ---------------------------- | ------------------------- |
| 2016–2017 | «Відрив»           | The Get Down        | Кадиллак                     | 11 епізодів               |
| 2018      | «Оповідь служниці» | The Handmaid's Tale | Омар                         | Епізод: "Baggage"         |
| 2019      | «Чорне дзеркало»   | Black Mirror        | Карл                         | Епізод: "Striking Vipers" |
| 2019      | «Вартові»          | Watchmen            | Келвін Абар                  | 8 епізодів                |
| 2025      | «Диво-людина»      | Wonder Man          | Саймон Вільямс / Диво-людина | 8 епізодів                |